# The Under Dog and Other Stories
 (novembre 2023).
Si vous disposez d'ouvrages ou d'articles de référence ou si vous connaissez des sites web de qualité traitant du thème abordé ici, merci de compléter l'article en donnant les références utiles à sa vérifiabilité et en les liant à la section « Notes et références ».
The Under Dog and Other Stories est un recueil de neuf nouvelles policières d'Agatha Christie, mettant en scène le détective belge Hercule Poirot, publié en 1951 aux États-Unis chez l'éditeur Dodd, Mead and Company.

## Composition du recueil
1. The Under Dog (Le Souffre-douleur)
2. The Plymouth Express (L'Express de Plymouth)
3. The Affair at the Victory Ball (L'Affaire du bal de la Victoire)
4. The Market Basing Mystery (Le Mystère de Market Basing)
5. The Lemesurier Inheritance (La Succession Lemesurier)
6. The Cornish Mystery (Le Mystère des Cornouailles)
7. The King of Clubs (Le Roi de trèfle)
8. The Submarine Plans (Les Plans du sous-marin)
9. The Adventure of the Clapham Cook (L'Aventure de la cuisinière de Clapham)

## Publications

### Royaume-Uni
La première nouvelle est publiée en 1960 dans The Adventure of the Christmas Pudding and a Selection of Entrées.
Les huit dernières nouvelles sont publiées en 1974 dans Poirot's Early Cases.

### France
La première nouvelle est publiée en 1962 dans Christmas Pudding.
Les huit dernières nouvelles sont publiées en 1979 dans Le Bal de la victoire.